# Грюнберг-Цветинович, Александр Леонович
Алекса́ндр Лео́нович Грю́нберг-Цветино́вич (1 марта 1930, Ленинград — 3 марта 1995, Санкт-Петербург) — советский и российский лингвист, доктор филологических наук, исследователь индоиранских языков. Сын издательского работника Леона Борисовича Грюнберга (1883—1938) и переводчицы Нины Алексеевны Цветинович-Грюнберг.

## Биография
В 1952 году окончил Восточный факультет Ленинградского государственного университета по кафедре иранской филологии и уже в следующем году поступил в аспирантуру Института языкознания под руководством И. И. Зарубина. Всю жизнь посвятил работе в Институте лингвистических исследований РАН. В 1963 году Александр Леонович получил степень кандидата филологических наук, защитив диссертацию «Язык североазербайджанских татов». В 1973 году, защитив работу «Языки Восточного Гиндукуша», был удостоен докторской степени и с тех пор преподавал на Восточном факультете.
Похоронен на Комаровском кладбище.

## Семья
Брат — Алексей Леонович Цветинович (1926—1997), доктор юридических наук (1987), профессор юрфака Кемеровского государственного университета, заведовал кафедрой уголовного права и криминологии.
1-й брак — Марианна Михайловна Чумандрина (1929—1969), филолог. Дочь писателя М. Ф. Чумандрина. Вместе с мужем была в 1965 году в экспедиции в Афганистане, ей он посвятил свою книгу «Языки Восточного Гиндукуша: Мунджанский язык, тексты, словарь, грамматический очерк» (1972).
2-й брак был кратким и несчастливым, но после него осталась дочь, проживающая ныне в США.
3-й брак — Маргарита Игоревна Вологдина

## Научная деятельность

### Экспедиции
Грюнберг-Цветинович провёл ряд исследований в области индоиранских языков, внеся большой вклад в советскую иранистику. В 1950—1960-х годах исследовал языки и диалекты Азербайджана, Туркмении и Афганистана. На основе этих исследований написал серию статей и монографических работ о грамматике, переводов и словарей. Александр Леонович является автором около ста публикаций.  Впервые сделал грамматические описания трех языков (глангали, кати и мунджанского). Создал проекты алфавитов для белуджского, кафирских (нуристанских), памирских языков и языка пашаи.

### Научные публикации
Книги о языках Восточного Гиндукуша:
- Языки Восточного Гиндукуша. Мунджанский язык. Тексты, словарь, грамматический очерк. Л., 1972.
- Языки Восточного Гиндукуша. Ваханский язык. Тексты, словарь, грамматический очерк. М., 1976.
- Языки Восточного Гиндукуша. Язык кати. Тексты, грамматический очерк. М., 1980.

О языках Афганистана:
- Очерк грамматики афганского языка (пашто). Л., 1987.
- Афганистан: Языковая ситуация и языковая политика // Изв. АН СССР. Серия литературы и языка. Т. 47. 1988.

Другие:
- Язык североазербайджанских татов. Л., 1963.
- Сказки народов Памира / Пер. с памирских языков. М., 1976.
- Сеистанский диалект в Серахсе // КСИНА. 67: Иранская филология. М., 1963.
- К диалектологии дардских языков (глангали и земиаки) // Индийская и иранская филология: Вопросы диалектологии. М., 1971.
- Языки мира. Дардские и нуристанские языки. М., 1999.